# Петропавлівські лимани
Петропа́влівські лима́ни — ландшафтний заказник загальнодержавного значення в Україні. Об'єкт природно-заповідного фонду Дніпропетровської області. 
Розташований у межах Синельниківського району Дніпропетровської області, поблизу сіл Коханівка, Брагинівка, Самарське, Петрівка, Миколаївка та селища Петропавлівка. 
Площа 4193 га. Статус надано згідно з Указом Президента України від 12.09.2005 № 1238/2005. Перебуває у віданні: Павлоградський держлісгосп, Синельниківська райдержадміністрація. 
Статус надано для збереження цінних природних комплексів у заплаві річки Самари з типовою луговою і солончаковою рослинністю. Місце концентрації водяно-болотних птахів.

### Території природно-заповідного фонду у складі заказника «Петропавлівські лимани»
Нерідко, оголошенню заказника передує створення одного або кількох об'єктів природно-заповідного фонду місцевого значення. В результаті, великий заказник фактично поглинає раніше створені ПЗФ. Проте їхній статус зазвичай зберігають. 
До складу території заказника «Петропавлівські лимани» входять такі об'єкти ПЗФ України: 
- Орнітологічний заказник місцевого значення «Заплава річки Самара».